# Congrès UNEF-ID de Nanterre de 1989
 (novembre 2022).
Le Congrès UNEF-ID de Nanterre de 1989 est le 71e congrès de l'UNEF Indépendante et Démocratique, qui a eu lieu à Nanterre (Hauts-de-Seine) du 5 au 8 mai 1989.

## Le congrès
Chose exceptionnelle, le ministre de l'Éducation nationale, Lionel Jospin intervient en début de congrès. Mais avant de pouvoir parler, il doit faire face à un chahut d'un quart d'heure orchestré par la TDU avec des slogans tel que « Jospin des sous, pas des discours ! » ou encore « Et hop ! Jospin, plus haut que Devaquet », repris par les tendances TDU et TEMAS, slogan qui placera Lionel Jospin dans un état de surprise et de stupeur mêlées. 
Une fois les invités partis, les travaux du congrès ont pu commencer. Dès le début de ceux-ci, le président, Christophe Borgel, a appelé à une « révolution culturelle » pour rompre définitivement avec le syndicalisme de contestation des années 1970. L'UNEF-ID doit, selon lui, être plus proche de la réalité du terrain, plus réaliste moins systématiquement contestataire. Mais ce discours inquiète de nombreux congressistes, y compris dans la majorité, qui craignent une « notabilisation » voir une dilutions des valeurs syndicales.
Ces grincements de dents, ne doivent pas cacher la force de la majorité qui avec 70 % des mandats, trois points de plus qu'en 1987, s'assure une confortable avance sur l'opposition. Mais la majorité se fragilise car elle rassemble de plus en plus les sensibilités issues du Parti socialiste et donc importe les querelles de ce parti. La majorité regroupe donc des jospinistes (cambadéliste) de la majo majo, des rocardiens de la future Tendance avenir, des mitterrandistes dit Nanterriens, des chevènementistes du CERES, et des étudiants proches de la mouvance SOS Racisme, Julien Dray de la sensibilité Villetaneuse. Côté opposition, la LEAS a fusionné en novembre 1988 avec la tendance Convergences syndicales (formée par les AGE de Dijon, de Bordeaux, de Brest, animées par des Poperenistes qui ont quitté la majorité fin 1987), créant la TEMAS. Elle obtient 17,2 % des mandats. L'autre tendance d'opposition, la TDU continue de s'éroder puisqu'elle ne représente plus que 11,9 % des mandats (contre 17 en 1987). Très critique à l'égard de la direction, cette tendance proche du PCI ne semble plus en phase avec le syndicalisme étudiant prôné par l'UNEF-ID et des rumeurs de scission circulent de plus en plus à leur sujet.

## La guerre du Golfe bouleverse le jeu
En 1990 - 1991, la guerre du Golfe bouleverse le jeu habituelle des tendances. Dès le début de la crise, l'aile gauche de l'UNEF-ID (la TEMAS, la TDU, la sensibilité Villetaneuse, les poperénistes, malgré l’avis de leurs mentor, le CERES) se prononce clairement contre la guerre. D'autres, numériquement beaucoup moins important, défendent l'intervention de la coalition au nom du droit international. La majorité de la majorité elle-même est divisée. Si son aile gauche est contre la guerre le reste du groupe cultive l’ambiguïté. Finalement, et après bien des hésitations et débats interne, l'UNEF-ID adopte la ligne « ni Bush ni Saddam ». Autrement dit, ni violation du droit international et dictature, ni impérialisme américain.

## Autres sources
- Archives de la Bibliothèque de documentation internationale contemporaine, Fonds Alexis Corbière.

- Presse écrite, notamment Le Monde et le journal de l’UNEF-ID, Étudiant de France dont les premiers numéros sont consultables sur le site du Conservatoire de la mémoire étudiante.
- Souvenirs d’anciens militants, notamment, Olivier Rey et Pascal Cherki